# The Old Maid and the Thief
The Old Maid and the Thief (deutscher Titel: Die alte Jungfer und der Dieb) ist eine ursprünglich als Funkoper konzipierte Oper in vierzehn Szenen von Gian Carlo Menotti, der auch das Libretto verfasste. Die musikalische Uraufführung fand am 22. April 1939 in Form einer Radioausstrahlung der NBC New York, die szenische Uraufführung am 11. Februar 1941 in der Academy of Music in Philadelphia.

## Handlung
Das Stück spielt in einer US-amerikanischen Kleinstadt um 1900.
Miss Todd, eine „alte Jungfer“, ist Vorsitzende mehrerer kleiner Wohltätigkeitsvereine. Sie und ihre Hausgehilfin finden den Landstreicher Bob bezaubernd und glauben, er sei aus dem Gefängnis entflohen, da ihre Freundin Miss Pinkerton von einem Kriminellen in der Nähe erzählt. Flugs nehmen sie ihn bei sich auf und Miss Todd verliebt sich in ihn. Sie möchte Bob mit Geld beeindrucken und beginnt, aus den Kassen der Wohltätigkeitsvereine Geld verschwinden zu lassen. Bald stellt sich heraus, dass Bob nur ein Landstreicher und kein Verbrecher ist und dass er Miss Todds Liebe nicht erwidert. Daher geht sie zur Polizei und versucht, die Schuld auf ihn zu wälzen. Ihre Angestellte Laetitia und Bob haben sich inzwischen verliebt. Sie fliehen und nehmen dabei die Habseligkeiten der alten Jungfer mit. Als Miss Todd zurückkehrt, fällt sie in Ohnmacht.

## Gestaltung

### Musik
Jede der vierzehn Szenen der Oper besteht aus einem kurzen Rezitativ und einer Arie. In der Funkfassung gibt es vor jeder Szene zusätzlich eine kurze gesprochene Einleitung („Announcement“). Die Musiksprache ist überwiegend tonal.

### Orchester
Die Orchesterbesetzung der Oper umfasst die folgenden Instrumente:
- Holzbläser: eine Piccoloflöte, eine Querflöte, eine Oboe, eine Klarinette, ein Fagott
- Blechbläser: zwei Hörner, zwei Trompeten, eine Posaune
- Pauken, Schlagzeug
- Klavier
- Streicher

Die alternative Fassung mit reduziertem Orchester benötigt:
- Holzbläser: eine Querflöte, eine Oboe, eine Klarinette, ein Fagott
- Blechbläser: zwei Hörner
- Pauken, Schlagzeug
- Klavier
- Streicher

## Werkgeschichte
Gian Carlo Menotti erhielt den Auftrag für seine Funkoper The Old Maid and the Thief aufgrund des großen Erfolgs seiner Oper Amelia al ballo von der NBC New York.
Die Uraufführung gab es am 22. April 1939 unter der musikalischen Leitung von Alberto Erede in Form einer Radiosendung der NBC. Die Solisten waren Joseph Curtin (Erzähler), Mary Hopple (Miss Todd), Margaret Daum (Laetitia), Robert Weede (Bob) und Dorothy Sarnoff (Miss Pinkerton).:229–234
Die szenische Uraufführung fand am 11. Februar 1941 in leicht überarbeiteter Form in der Academy of Music in Philadelphia statt. Sie wurde mit der amerikanischen Premiere von Emil Nikolaus von Reznicek Oper Fact or Fiction (deutscher Originaltitel: Spiel oder Ernst) kombiniert.
Die deutsche Erstaufführung fand am 3. Juli 1947 am Deutschen Nationaltheater Weimar statt. Deutscher Text von Peter Holl, Bearbeitung und Inszenierung Hans Stüwe, Musikalische Leitung Gregor Eichhorn, Gesamtausstattung Rolf Christiansen. Der Untertitel lautete in Weimar: Bedingt*) heitere Oper in 14 Bildern, mit folgender Fußnote: „Bedingt heiter, weil in dieser Oper der äußerst merkwürdige Fall eintritt, dass ein junger Bettler um so einfach-natürlicher Dinge wie Brot, Ei, Speck und Kaffee willen einen längeren Augenblick geneigt ist, seine Freiheit aufzugeben (Anmerkung aus dem 6-bändigen Kommentar zur ‚Alten Jungfer und der Dieb‘ von Professor Traugott Kleophas Deuterich).“
Weitere nachweisbare Produktionen waren::229–234
- 1948: New York City Opera – Dirigent: Thomas P. Martin; mit Menottis Amelia al ballo
- 1952: New York City Opera – Dirigent: Thomas Schippers; mit Menottis Amahl and the Night Visitors
- 6. Mai 1954: Radioübertragung auf BBC Radio 3
- 1968: Hattiesburg, University of Southern Mississippi – Dirigent: Jerrald D. McCollum, mit Menottis The Telephone
- 1972: New York, 92nd Street Y, Mannes College of Music – Studentenorchester; Dirigent: Paul Berl
- 1975: Spoleto, Teatro Caio Melisso – Dirigent: David Agler, in italienischer Sprache; mit Menottis The Telephone und Bizets Le docteur Miracle
- 1978: Stockton, CA, University of the Pacific – mit zwei Klavieren
- 1981: New York; Chamber Opera Theatre of New York – Dirigent: Ainslee Cox; mit Henry Mollicones The Face on the Barroom Floor
- 1985: Opéra de Marseille – mit Luigi Dallapiccolas Volo di notte und Jules Massenets La Navarraise
- 1986: Hof – Dirigent: Erich Waglechner
- 1986: Landestheater Linz – Dirigent: Ernst Dunshirn; mit Menottis The Medium
- 1993: Fort Worth Opera, Scott Theatre – Dirigent: John Balme; mit Menottis Triplo Concerto und The Telephone

1951 komponierte Menotti das Klavierwerk Ricercare and Toccata über ein Thema aus dieser Oper.:4 Es wurde am 1. November 1951 von Ania Dorfmann in der Town Hall in New York uraufgeführt.:240

## Aufnahmen
- 22. April 1939 – Alberto Erede (Dirigent), NBC Symphony Orchestra.
 Mary Hopple (Miss Todd), Margaret Daum (Laetitia), Robert Weede (Bob), Dorothy Sarnoff (Miss Pinkerton).
 Live, konzertant aus New York; Ursendung.
 UORC 141 (1 LP), Premiere Opera 1633-1 (1 CD), Omega Opera Archive 469 (1 CD).[7]:9900
- 1970 – Jorge Mester (Dirigent), Orchestra del Teatro Comunale G. Verdi di Trieste.
 Anna Reynolds (Miss Todd), Judith Blegen (Laetitia), John Reardon (Bob), Margaret Baker-Genovesi (Miss Pinkerton).
 Studioaufnahme.
 Vox Turnabout LP: TV 34745 (1 LP).[7]:9901
- 26. Februar 2007 – Victoria Bond (Dirigent), Lone Spring Arts Orchestra.
 Natalie Arduino (Miss Todd), Nicole Franklin (Laetitia), Blake Davidson (Bob), Lynn Parr Mock (Miss Pinkerton).
 Aus der Northaven United Methodist Church.
 Albany TROY990.[8]